# Tiborna (pão)

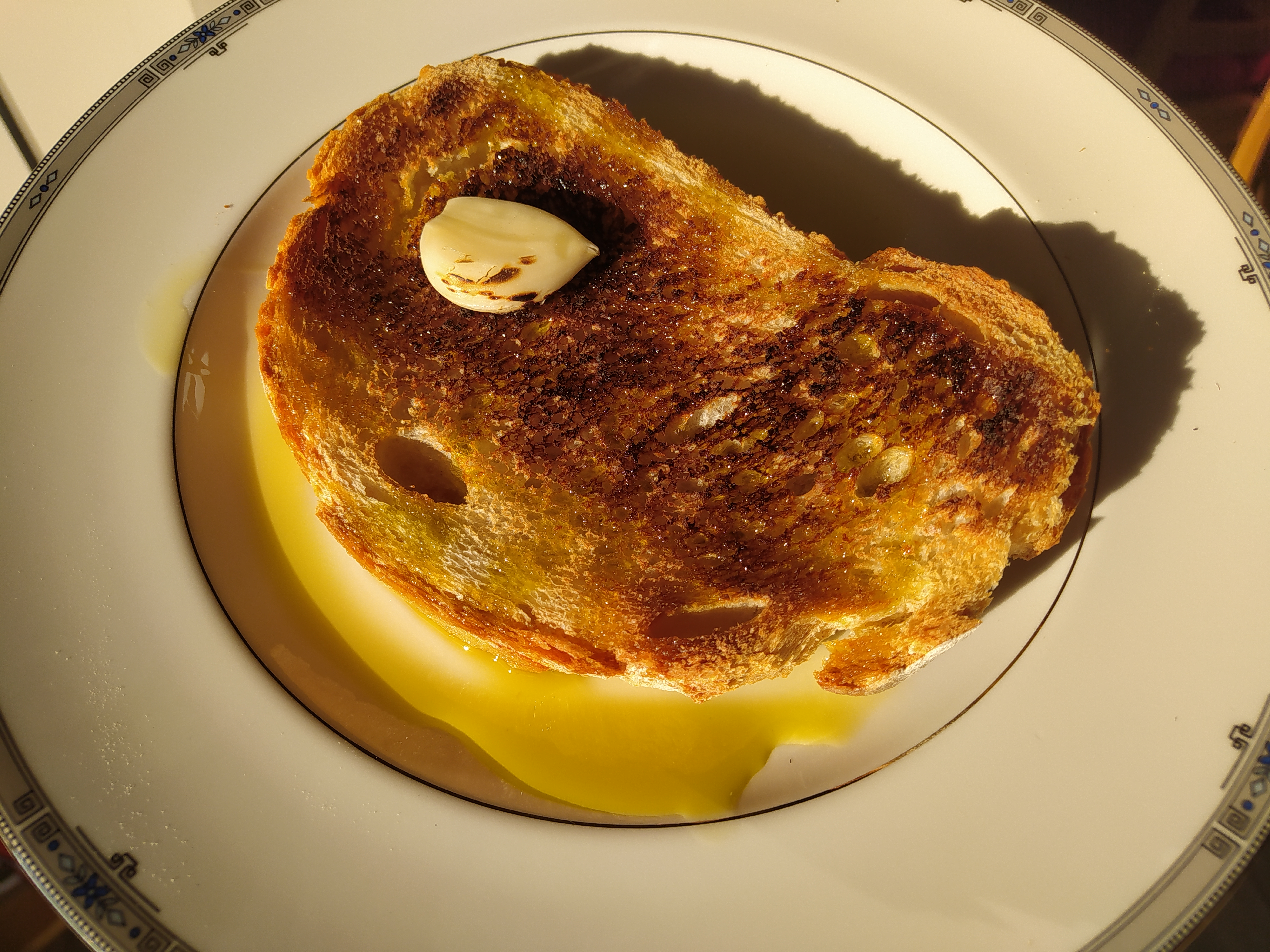
Tiborna com alho.

A tiborna designa no Alentejo e em Olivença um pão acabado de cozer e a sair do forno que se rega com azeite de boa qualidade e é polvilhado com sal ou com açúcar.
Em alguns locais do interior centro também se dá este nome a uma preparação de broa acabada de fazer, migada em pedacinhos e regada com vinho e polvilhada com açúcar.
O termo tiborna também é usado para designar um prato semelhante ao torricado, em que o pão é usado como base para peixe, legumes e/ou enchidos, num arranjo semelhante à Bruschetta.
Tiborna, nos engenhos de cana-de-açúcar, designa os resíduos que saem da moagem e têm um cheiro forte.
Muitas vezes uma tiborna é usada como uma boa forma de provar uma nova colheita de azeite.